# Larry David
Lawrence Gene (Larry) David (New York, 2 juli 1947) is een Amerikaans acteur, schrijver, producent en regisseur. Samen met Jerry Seinfeld is hij de bedenker van de succesvolle televisieserie Seinfeld.
Larry David is begonnen als stand-upcomedian, maar hij hield zich later bezig met het schrijven van scripts en het produceren van de sitcom Seinfeld. Vanaf 2000 produceert hij de serie Curb Your Enthusiasm waarin hij in feite zichzelf speelt, vechtend tegen de ironie.
David speelde een gastrol in Hannah Montana als zichzelf.